# Doornsteeg
Doornsteeg (52° 14′ N, 5° 27′ L) é uma pequena aldeia dos Países Baixos, na província de Guéldria. Doornsteeg pertence ao município de Nijkerk, e está situada a 8 km, a nordeste de Amersfoort.